# Magnus Byström
Magnus Roger Joakim Byström, född 14 december 1969 i Vetlanda, Jönköpings län, är en svensk skådespelare, dansare och producent.

## Biografi
Efter uppväxten och en elektrikerutbildning i Vetlanda i Småland samt danslektioner "i smyg" utbildade Magnus Byström sig vid Performing Arts School i Göteborg 1992–1995. Han har sedan bland annat varit dansare i Malmö och varit engagerad vid Fredriksdalsteatern i Helsingborg. Han har varit producent och skådespelare vid Riksteatern. Åren 2009 till 2010 var Byström på turné med Lill Lindfors, Tomas Bolme och Sara Nygren då de gav föreställningen Plaza Svit runtom i landet och slutligen på Intiman i Stockholm.
Byström var initiativtagare till sommarteatern i Hågelbyparken i Botkyrka där han var såväl konstnärlig chef som projektledare och producent. Han erhöll 2011 Botkyrka kommuns kulturstipendium för sitt arbete med att skapa sommarteater där. Sedan 2012 är han teaterproducent på Scenkonst Sörmland i Eskilstuna.
Magnus Byström var tidigare sambo med skådespelaren Mia Poppe (född 1969) som han har en dotter med. Numera är han sambo med skådespelaren Sara Nygren (född 1972). Magnus Byström är trebarnsfar.

## Filmografi
- 2006 – Van Veeteren – Moreno och tystnaden
- 2007 – Leende guldbruna ögon (TV-serie)
- 2008 – Frank
- 2009 – Vägen hem
- 2009 – 60 meter
- 2011 – Terminalen

## Teater

### Roller (ej komplett)
| År   | Roll     | Produktion                                                              | Regi         | Teater     |
| ---- | -------- | ----------------------------------------------------------------------- | ------------ | ---------- |
| 1996 | Ensemble | West Side Story Leonard Bernstein, Stephen Sondheim och Arthur Laurents | Gordon Marsh | Slagthuset |